# 罗伯特·肯尼迪遇刺案阴谋论
1968年6月5日，罗伯特·弗朗西斯·肯尼迪在洛杉矶国宾饭店举行完记者会后离场时遭到阿拉伯裔美国人索罕·比沙拉·索罕的枪击并在6月6日死亡，由于在1963年时他的哥哥——美国第35任总统约翰·肯尼迪也是遇刺身亡的，且遇刺案有着大量的阴谋论说法，这使得关于罗伯特·肯尼迪遇刺案也产生了大量的阴谋论，阴谋论中以是凶手是一个“精神被控制者”和存在“第二个开枪者”这两种说法最为流行。

## “索罕被精神控制”说法
该说法认为索罕·比沙拉·索罕的精神已被“控制”，幕后指使者已经对他的思维编好了程序，该程序让其朝罗伯特·肯尼迪开枪并在开枪之后陷入恍惚状态，他关于开枪的记忆甚至是他关于幕后指使者的记忆都被抹掉，这样可以使他认罪并忘记幕后指使者的身份。
这种说法被心理学家和催眠专家爱德华·辛姆森·卡拉斯所肯定，爱德华·卡拉斯1969年在圣昆廷监狱对索罕·索罕进行了35小时的交谈之后声称索罕·索罕说他对1968年的暗杀罗伯特·肯尼迪的行为以及随后发生的事都没有记忆了。
2011年10月21日，英国第四頻道播出了一个节目，在该节目中达伦·布朗成功地借助催眠的方法给一些人下达指令，让他们成功地“谋杀”了史蒂芬·弗莱，并且在事后忘掉了这件事情的记忆。在实验前许多专家称，不可能通过催眠命令一个人去杀人，除非他已在道德上对杀人的事情放开。在这个节目中达伦·布朗指出了这个实验与罗伯特·肯尼迪遇刺案的相似之处并暗示索罕·比沙拉·索罕可能是被中央情报局用了类似的方法进行了精神控制。

## 第二个开枪者
罗伯特·肯尼迪伤口的位置显示开枪的人应该是站在他身后，但一些现场目击者表示，索罕与罗伯特是面对面站着的，由此就引出了现场还有第二个打出致命一枪凶手的推断。这一推断也得到了验尸官野口恒富的支持，他表示致命的一枪是在右耳后方约两厘米处开的枪。不过其他则表示，索罕从前方靠近时，罗伯特正向左转身去与他人握手，因此索罕面对的是参议员的右侧。
2008年，当时的目击证人约翰·皮尔格声称他相信当时肯定有第二个枪手。1975年对这一案件进行重新审查期间，洛杉矶高等法院下令对现场是否有另一支开过火的枪存在予以调查，专家的结论是极少或完全没有证据可以证明这一理论。
2007年法医专家菲利普·凡·普拉格（英語：Philip Van Praag）表示，根据他对当年一位自由撰稿人在现场录制下来音频的分析，现场一共开了13枪，但索罕的枪中只有8颗子弹。他还表示录音带中有至少两枪的间隔时间过短，从物理上来说根本不可能实现。录音带中枪响多于8次的说法也得到了法医音频专家韦斯·多利（英語：Wes Dooley）、加利福尼亚州帕萨迪纳声音助理工程师保罗·佩加斯（英語：Paul Pegas）、丹麦首都哥本哈根法医音频与弹道专家艾迪·B·布利克森（英語：Eddy B. Brixen）、乔治亚州理工学院音频专家·菲尔·斯宾塞·怀特赫德（英語：Phil Spencer Whitehead）的证实。然而其他的一些声学专家则表示，录音带上的枪响并没有超过8次。
2012年2月22日，索罕的律师威廉·弗朗西斯·佩伯和劳拉·杜塞克（英語：Laurie Dusek）在洛杉矶的联邦地区法院提交了一份简短声明，声称是第二个枪手杀害了肯尼迪。这已经是两人自2010年10月开始后第4次也是最后一次向联邦法院递交人身保护令状。目前这一案件仍然在等待联邦法院的裁定。